# Heidi Cruz
Heidi Suzanne Cruz (apellido de soltera Nelson), nacida el 7 de agosto de 1972, es una gestora de inversiones estadounidense de Goldman Sachs. Es la esposa del senador y del que fuese precandidato a la presidencia de los EE. UU. en 2016 Ted Cruz.

## Formación y estudios
Heidi Suzanne Cruz nació el 7 de agosto de 1972 en San Luis Obispo, California, donde sus padres, Suzanne Jane (Rouhe) y Peter Christian Nelson, un dentista, desempeñaron un trabajo dental como misioneros para la Iglesia Adventista del Séptimo Día. Heidi les acompañó a Nigeria y Kenia en sus viajes misioneros. Su abuelo materno era finlandés.
Cruz anunció en quinto curso que pretendía algún día ir a la Escuela Empresarial de Harvard. Su madre se mostró insegura de cómo su hija supo de la escuela hasta el punto de describirla como "manipulada".
El interés político de Cruz se desarrolló cuándo viajó a Washington con sus padres a los 8 años, y creció cuándo tenía 12 años y leyó una edición de la revista Time sobre las elecciones presidenciales de 1984, mientras trabajaba en una panadería.
Se graduó en Ciencias Económicas y Relaciones Internacionales, en la Universidad de Claremont Mckenna en 1994. Estuvo activa en un grupo republicano de la Universidad, llamado Claremont McKenna's Republican y, siguiendo a su mentor Edward Haley, tuvo un gran interés por llegar a ocupar un cargo público.
Durante su tiempo en la Universidad Claremont Mckenna, estudió en el extranjero en la Universidad de Estrasburgo. En 1995, estudió un Máster de Negocios Europeos en la Universidad Libre de Bruselas, en Bruselas, Bélgica y en el año 2000 se graduó en la Escuela Empresarial de Harvard.

## Vida personal

### Matrimonio
Nelson conoció a Ted Cruz mientras los dos trabajaban juntos en la campaña presidencial de George W. Bush en 2000. Ted más tarde admitió estar avergonzado de haber tardado dos días en pedirle salir. Los amigos y los compañeros de Heidi dicen que es una intelectual igual a Cruz. Heidi se casó con Ted el 27 de mayo de 2001.
En abril del 2008, Cruz dio a luz a su primera hija, Caroline Camille. Su segunda hija, Catherine Christiane, nació en 2011.